# Mistrzostwa Europy w Łucznictwie 2014
23. Mistrzostwa Europy w łucznictwie odbyły się w dniach 21 - 26 lipca 2014 w Eczmiadzyn w Armenii. 
Polska zdobyła dwa medale w konkurencji łuków klasycznych. Wicemistrzynią Europy została Natalia Leśniak, która zdobyła też brąz w konkursie drużynowym, wraz z Justyną Mospinek i Kariną Lipiarską.

## Medaliści

### Strzelanie z łuku klasycznego
| Konkurencja:           | Złoto:                                                           | Srebro:                                                      | Brąz:                                                            |
| indywidualnie kobiet   | Tatiana Segina                                                   | Natalia Leśniak                                              | Alicia Marin                                                     |
| indywidualnie mężczyzn | Florian Kahllund                                                 | Anton Prilepow                                               | Pierre Plihon                                                    |
| drużynowo kobiet       | Francja · Sophie Planeix · Laura Ruggieri · Aurélie Carlier      | Niemcy · Karina Winter · Elena Richter · Lisa Unruh          | Polska · Karina Lipiarska · Justyna Mospinek · Natalia Leśniak   |
| drużynowo mężczyzn     | Francja · Jean-Charles Valladont · Thomas Koenig · Pierre Plihon | Niemcy · Florian Kahllund · Christian Weiss · Simon Nesemann | Rosja · Bair Cybekdorżejew · Aleksiej Nikołajew · Bolot Cybżitow |
| mikst                  | Rosja · Tatiana Segina · Bair Cybekdorżejew                      | Dania · Maja Jager · Nikolaj Wulff                           | Białoruś · Alena Tolkacz · Anton Prilepow                        |

### Strzelanie z łuku bloczkowego
| Konkurencja:           | Złoto:                                                               | Srebro:                                                          | Brąz:                                                     |
| indywidualnie kobiet   | Swietłana Czerkasznewa                                               | Laura Longo                                                      | Sarah Holst Sonnichsen                                    |
| indywidualnie mężczyzn | Peter Elzinga                                                        | Sergio Pagni                                                     | Sébastien Peineau                                         |
| drużynowo kobiet       | Rosja · Albina Łoginowa · Swietłana Czerkasznewa · Natalia Awdiejewa | Wielka Brytania · Lucy O'Sullivan · Andrea Gales · Rikki Bingham | Turcja · Yesim Bostan · Cansu Ecem Coskun · Gizem Kocaman |
| drużynowo mężczyzn     | Holandia · Mike Schloesser · Peter Elzinga · Ruben Bleyendaal        | Turcja · Ahmet Bacak · Demir Elmaağaçlı · Evren Cagiran          | Włochy · Sergio Pagni · Federico Pagnoni · Luigi Dragoni  |
| mikst                  | Dania · Tanja Jensen · Martin Damsbo                                 | Rosja · Albina Łoginowa · Aleksander Dambajew                    | Holandia · Inge van Caspel · Mike Schloesser              |

## Klasyfikacja medalowa
| Lp. | Państwo         | Złoto | Srebro | Brąz | Razem |
| 1.  | Rosja           | 4     | 1      | 1    | 6     |
| 2.  | Francja         | 2     | 0      | 2    | 4     |
| 3.  | Holandia        | 2     | 0      | 1    | 3     |
| 4.  | Niemcy          | 1     | 2      | 0    | 3     |
| 5.  | Dania           | 1     | 1      | 1    | 3     |
| 6.  | Włochy          | 0     | 2      | 1    | 3     |
| 7.  | Białoruś        | 0     | 1      | 1    | 2     |
| 7.  | Polska          | 0     | 1      | 1    | 2     |
| 7.  | Turcja          | 0     | 1      | 1    | 2     |
| 10. | Wielka Brytania | 0     | 1      | 0    | 1     |
| 11. | Hiszpania       | 0     | 0      | 1    | 1     |